# Indosasa gigantea
Indosasa gigantea là một loài thực vật có hoa trong họ Hòa thảo. Loài này được (T.H.Wen) T.H.Wen mô tả khoa học đầu tiên năm 1991.